# 교향곡 8번 (드보르자크)
교향곡 8번 사장조Op . 88, B. 163번은 안토닌 드보르자크가 보헤미안 과학, 문학 및 예술 아카데미에 선출될 당시 보헤미아의 비소카 우 프리브라메(Vysoká u Příbramě)에서 1889년 작곡한 교향곡이다. 드보르자크는 1890년 2월 2일 프라하에서 초연을 지휘했다. 작곡가와 시대의 다른 교향곡과 달리 음악은 경쾌하고 낙관적이다.

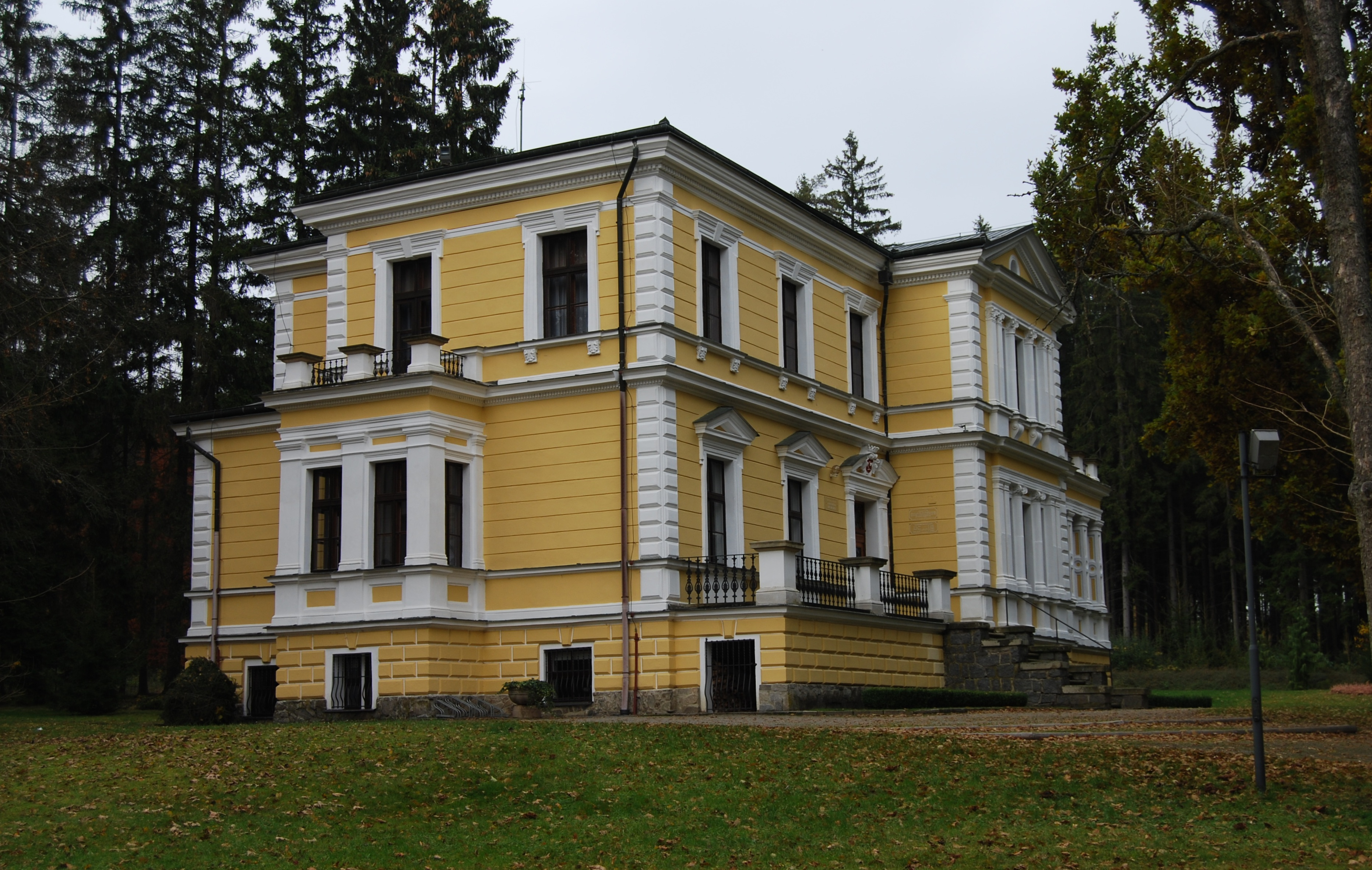
교향곡을 작곡한 드보르작의 여름 별장

드보르자크는 1889년 8월 26일부터 11월 8일까지 보헤미아의 Vysoká u Příbramě에 있는 그의 여름 휴양지에서 두 달 반 동안 교향곡을 작곡하고 편곡했다. 이 악보는 그가 프라하 아카데미에 입학할 때 작곡되었으며 "나의 선출에 대한 감사로 예술과 문학의 장려를 위해 프란츠 요제프 황제의 보헤미안 아카데미에" 헌정되었다. 드보르자크는 1890년 2월 2일 프라하에서 초연을 지휘했다.

## 악기 편성
- 목관악기: 플루트 2(제2는 피콜로 겸함), 오보에 2(제2는 잉글리시 호른을 겸함), 클라리넷 2, 바순 2
- 금관악기: 호른 4, 트럼펫 2, 트롬본 3, 튜바
- 타악기: 팀파니
- 현악 5부